# Преображенський Володимир Сергійович
Преображенський Володимир Сергійович (нар. 23 червня 1918, с. Сапогово, Курський повіт, Курська губернія, РРФСР — † 9 жовтня 1998) — фізико-географ, академік РАПН.

## Біографія
Російський географ Преображенський Володимир Сергійович народився 23 червня 1918 року в селі Сапогово Курської губернії в сім'ї лікаря, який здобув освіту в Юр'ївському університеті. Син же обрав фах географа й навчався на географічному факультеті Московського державного університету ім. М. В. Ломоносова, який закінчив у 1941 році. В роки німецько-радянської війни — учасник бойових дій до кінця 1946 року. Службу завершив на посаді офіцера-оператора Генерального штабу Збройних сил СРСР. Основним місцем роботи Преображенського Володимира Сергійовича з 1947 року був Інститут географії Академії наук, де він працював до останніх років свого життя, розпочавши трудову біографію із посади старшого лаборанта. Згодом закінчив аспірантуру під керівництвом Г. Д. Ріхтера, у 1953 році захистив кандидатську, а у 1965 році — докторську дисертації. Докторська дисертація була присвячена теоретичним і методичним проблемам ландшафтних досліджень. З 1970 року мав звання професора. У 1965–1986 роках В. С. Преображенський керує відділом фізичної географії, з 1986 по 1987 рік очолював Відділ методології дослідження геосистем. У 1976–1987 роках Володимир Сергійович виконував обов'язки заступника директора інституту з наукової роботи.

## Професійні досягнення
Свою діяльність дослідника В. С. Преображенський розпочав із вивчення природи Донецького кряжу в 1948–1953 роках. З 1952 по 1963 рік він проводив ландшафтні дослідження в Забайкаллі. Під час Міжнародного геофізичного року (1957–1959) В. С. Преображенським був відкритий і вивчений Кодарский льодовиковий район в рамках робіт в Забайкаллі. Володимир Сергійович брав участь у вивченні районів проектованого будівництва Північно-Українського, Південно-Кримського та Волго-Донського каналів.
Дослідницька діяльність виявила напрямки наукової діяльності В. С. Преображенського: визначення закономірностей просторово-часової організації географічної оболонки Землі, вивчення взаємного впливу суспільства й природи, напрацювання методики та методології географії. При вивченні географічної оболонки вчений визначив її континуально-дискретну будову, з'ясований феномен динамічної зміни соціокультурних функцій географічних об'єктів, охарактеризований особливий тип улоговинної поясності ландшафтів.
В галузі взаємного впливу природи і суспільства Преображенський В. С. вивчав інженерний вплив на природу, проектування, здоров'я та відпочинок людини. В полі зору вченого в 60-х роках XX століття було знайомство з рекреаційними системами, на основі чого розроблено теоретичні основи рекреаційної географії. У наукових працях В. С. Преображенського виявляється роль потреб, інтересів, мотивів просторової поведінки, роль діяльності людини, що впливає на зв'язки суспільства з навколишнім середовищем. Великий внесок зроблено у розвиток теорії інтеграційних галузей географії — землезнавства, ландшафтознавства та екології людини, у виявлення раніше не відомих закономірностей просторової організації природи і соціального життя, що сприяло зміцненню взаємодії природної та соціально — економічної галузей географії.
Велика робота проведена в систематизації географічних понять, які згодом увійшли до створеного міжнародним колективом учених словника «Охорона ландшафту» та до енциклопедичних статей. В. С. Преображенський проводив теоретичні та методичні семінари, наукові школи, симпозіуми на яких здійснювалась координація досліджень з нових наукових напрямків. Вчений проявив себе і як педагог: читав лекції на географічних факультетах університетів і педагогічних інститутів Москви, Владивостока, Казані, Києва, Львова, Сімферополя, Чернівців, Тирасполя, Вільнюса, Каунаса, Тарту, Франкфурта, Саарбрюккена, Мюнхена, Байройта. Деякі курси лекцій лягли в основу наукових книг. В. С. Преображенський звертав увагу й на викладання географії в школі.
Преображенський В. С. — автор понад 500 наукових публікацій, відповідальний редактор десятків колективних книг.

## Нагороди
Нагороджений орденами Червоної Зірки, двома орденами Вітчизняної війни, двома орденами «Знак Пошани».

## Памя'ть
Ім'я Преображенського В. С. дано льодовику, перевалу і вершині Кодара.

## Публікації
- Очерки природы Донецкого края. М.: Изд-во АН СССР,1959.
- Кодарский ледниковый район. М.: Изд-во АН СССР, 1960.
- Типы местности и природное районирование Бурятской АССР. М.: Изд-во АН СССР, 1959.
- Типы местности и природное районирование Читинской обл. М.: Изд-во АН СССР, 1961.
- Предбайкалье и Забайкалье. М.:Наука, 1965.
- Ландшафтные исследования. М.: Наука, 1966.
- Теоретические основы рекреационной географии. М.: Наука, 1975
- Теория рекреалогии и рекреационной географии. М.,1992.Я — географ. М.: Геос, 2001.